# Hieronyma rufa
Hieronyma rufa là một loài thực vật có hoa trong họ Diệp hạ châu. Loài này được P.Franco R. mô tả khoa học đầu tiên năm 1990.